# توماس اررا مارتینس
توماس اررا مارتینس (اسپانیایی: Tomás Herrera Martínez‎; ۲۱ دسامبر ۱۹۵۰ – ۱۸ اکتبر ۲۰۲۰) بازیکن بسکتبال اهل کوبا بود.